# Конституционный референдум в Батавской республике (1798)
Конституционный референдум в Батавской республике проходил 23 апреля 1798 года. После того, как предыдущий референдум 1797 года привёл к государственному перевороту, была написана новая Конституция. К голосованию были допущены только противники федералистов.
После референдума унитаристы совершили новый государственный переворот и Конституция вступила в силу в июле 1798 года. Французы, имевшие большое влияние в Батавской республике, не были удовлетворены Конституцией 1798 года, поэтому была написана новая конституция, для одобрения которой был организован референдум в 1801 году.

## Результаты
| Choice                               | Votes   | %     |
| ------------------------------------ | ------- | ----- |
| За                                   | 153 913 | 92,99 |
| Против                               | 11 597  | 7,01  |
| Всего                                | 165 510 | 100   |
| Зарегистрированных избирателей/ Явка | 400 000 | –     |
| Источник: Direct Democracy           |         |       |